# 트랜스퍼제트
트랜스퍼제트(TransferJet)는 소니가 처음 제안하고 2008년 초에 공개적으로 시연한 근접 무선 전송 기술이다. 두 전자 기기를 접촉하거나 아주 가까이 가져감으로써 트랜스퍼제트는 고속 데이터 교환을 가능하게 한다. 트랜스퍼제트의 개념은 두 기기 간에 외부 물리적 커넥터 없이 피어 투 피어 모드로 고속 데이터 전송을 요구하는 애플리케이션에 적용될 수 있는 터치 활성화 인터페이스로 구성된다.
트랜스퍼제트의 최대 물리 계층 전송 속도는 560 Mbit/s이다. 오류 수정 및 기타 프로토콜 오버헤드를 고려한 후의 유효 최대 처리량은 375 Mbit/s이다. 트랜스퍼제트는 무선 환경에 따라 데이터 속도를 낮추어 주변 무선 조건이 변동하는 경우에도 강력한 링크를 유지한다.
트랜스퍼제트는 개별 장치의 고유한 MAC 주소를 식별하는 기능이 있어 사용자가 연결을 설정할 수 있는 장치를 선택할 수 있다. 예를 들어, 가정 내 장치만 허용하면 혼잡한 기차에서 낯선 사람으로부터 데이터 도난을 방지할 수 있다. 반면에 파티에서 다른 장치와 연결하려는 경우, 필터링 기능을 비활성화하여 간단히 할 수 있다.
트랜스퍼제트는 UWB와 동일한 주파수 스펙트럼을 사용하지만, 전 세계 공용 채널로 사용 가능한 이 대역의 일부만 차지한다. RF 전력이 -70 dBm/MHz 이하로 유지되므로 DAA 기능이 장착된 UWB 장치와 동일한 방식으로 작동할 수 있다. 또한 이 낮은 전력 수준은 근처에서 작동하는 다른 트랜스퍼제트 시스템을 포함하여 다른 무선 시스템에 간섭이 발생하지 않도록 보장한다.
RF 전력 및 공간 도달 범위를 몇 센티미터(약 1인치 이하)로 줄임으로써, 트랜스퍼제트 연결은 가장 기본적인 모드에서 사용자가 어떤 장치에 대해서도 초기 설정 절차를 요구하지 않으며, 하나의 장치를 다른 장치에 자발적으로 접촉하는 행위가 데이터 전송을 자동으로 트리거한다. 더 복잡한 사용 시나리오는 전송할 특정 데이터를 선택하고 수신된 데이터를 저장할 위치(또는 처리 방법)를 선택하기 위한 다양한 수단을 필요로 한다.
트랜스퍼제트는 기존 안테나의 복사 전계와 달리 전기 유도 전계 원리에 기반한 새로운 트랜스퍼제트 커플러를 사용한다. 일반적인 트랜스퍼제트 커플러의 기능적 요소는 커플링 전극 또는 플레이트, 공진 스터브 및 접지로 구성된다. 기존의 방사형 안테나와 비교하여 트랜스퍼제트 커플러는 근거리에서 더 높은 전송 이득과 더 효율적인 커플링을 달성하는 동시에 더 긴 거리에서 급격한 감쇠를 제공한다. 커플러는 종방향 전기장을 생성하기 때문에 편파가 없으며 장치는 어떤 각도로든 정렬될 수 있다.
트랜스퍼제트 사양
| 중심 주파수   | 4.48 GHz                                                                                            |
| 대역폭        | 560 MHz                                                                                             |
| 전송 전력     | -70 dBm/MHz (평균) 이하 일본과 대만의 저강도 전파 규제 및 기타 국가 및 지역의 현지 규정에 해당한다. |
| 전송 속도     | 560 Mbit/s (최대) / 375 Mbit/s (유효 처리량) 시스템은 무선 환경에 따라 전송 속도를 조절할 수 있다.  |
| 변조          | 직접 시퀀스 확산 스펙트럼 (DSSS) π/2-shift BPSK                                                     |
| 연결 거리     | 몇 cm (명목)                                                                                        |
| 연결 토폴로지 | 1-대-1, 점대점                                                                                      |
| 안테나 요소   | 종방향 전기 유도 커플러                                                                             |

때때로 근거리 무선 통신과 혼동되기도 하지만, 트랜스퍼제트는 완전히 다른 기술에 의존하며 고속 데이터 전송에 초점을 맞춘 다른 사용 시나리오를 대상으로 한다. 따라서 이 두 시스템은 서로 간섭하지 않으며 이미 특정 제품에 구현된 것처럼 동일한 위치에서 공존할 수도 있다.
다른 최근 제품들은 트랜스퍼제트와 무선 전력을 결합하여 동일한 위치에서 데이터 전송과 무선 충전 기능을 동시에 가능하게 한다. 트랜스퍼제트, NFC 및 무선 전력은 현재 장치를 서로 연결하는 데 필요한 물리적 연결 및 케이블을 제거할 것으로 예상되는 세 가지 주요 근거리 (비접촉식) 기술이다.
NFC와의 비교
| 기술             | 트랜스퍼제트                                         | NFC                                 |
| 중심 주파수      | 4.48 GHz                                             | 13.56 MHz                           |
| 전송 속도        | 560 Mbit/s                                           | 424 kbit/s                          |
| 주요 사용 사례   | 빠른 파일 전송, 데이터 동기화 오디오/비디오 스트리밍 | 인증, 권한 부여, 전자 결제, ID 태깅 |
| 토폴로지         | 점대점(1:1), 양방향 대칭                             | 점대점(1:1), 양방향                 |
| 연결 유형 (전력) | 능동-능동                                            | 능동-수동 또는 능동-능동            |
| 연결 거리        | 몇 cm                                                | 몇 cm                               |
| 안테나 요소      | 종방향 전기 유도 커플러                              | 자기 유도 코일 또는 루프            |
| 표준화 기구      | ECMA 398, ISO/IEC 17568                              | ECMA 340, ISO/IEC 18092             |

트랜스퍼제트 컨소시엄은 트랜스퍼제트 포맷을 발전 및 홍보하기 위해 2008년 7월에 설립되었으며, 기술 사양 및 규정 준수 테스트 절차를 개발하고 트랜스퍼제트 호환 제품 시장을 창출했다. 2011년 9월, 컨소시엄은 독립적인 비영리 산업 협회로 등록되었다. 2015년 6월 현재 컨소시엄은 다음의 5개 프로모터 회사로 구성된다: JRC, NTT, 올림푸스, 소니 (컨소시엄 관리자), 그리고 도시바. 컨소시엄은 현재 약 30개의 어댑터 회사도 보유하고 있다. 트랜스퍼제트 정규 서체와 트랜스퍼제트 로고는 트랜스퍼제트 컨소시엄이 관리하고 라이선스하는 상표이다.
상용 제품은 2010년 1월부터 출시되었으며 초기 제품 카테고리에는 디지털 카메라, 노트북 PC, USB 크래들 액세서리, USB 동글 액세서리 및 사무/비즈니스 장비가 포함된다. 규정 준수 테스트 장비는 애질런트 테크놀로지스에서 제공하며 인증 서비스는 알리온 테스트 랩스에서 제공한다. 임베디드 시스템용 최초의 상용 트랜스퍼제트 개발 플랫폼은 2015년 2월에 Icoteq Ltd에서 출시되었다. 트랜스퍼제트 기능이 통합된 스마트폰은 2015년 6월에 후지쯔 및 BKAV에서 출시되었다. 다른 제품 공급업체로는 버팔로 및 E-Globaledge가 있다.
트랜스퍼제트 X는 초당 13.1 기가비트 이상의 데이터 전송 속도를 지원하는 새로운 2세대 트랜스퍼제트 사양으로, 현재 트랜스퍼제트보다 약 20배 빠르다. 이 사양은 60 기가헤르츠 대역을 사용하며 실제 데이터 전송 전에 연결을 설정하는 데 2밀리초 이하만 소요되어, 예를 들어 사람이 개찰구를 통과하는 짧은 시간에도 대용량 콘텐츠 파일을 교환할 수 있다. 트랜스퍼제트 컨소시엄은 현재 2017년 6월에 완료 및 게시된 IEEE 802.15.3e 표준에 기반하여 트랜스퍼제트 X 생태계의 세부 사항을 정의하고 있다. 2016년에 설립된 HRCP 연구 개발 파트너십은 2020년경부터 출시될 다양한 제품 및 서비스에 트랜스퍼제트 X를 구현하기 위한 SoC 솔루션을 개발하고 있다.